# Shendi
Shendi o Shandi (en árabe : شندي) es una ciudad ubicada en el norte de Sudán, situada en la orilla este del río Nilo 150 km al noreste de Jartum y a 45 km al sureste de la antigua ciudad de Meroe. Ubicada en el valiato del río Nilo, Shandi es un importante centro comercial histórico y también el centro de la tribu Ja'aliin. En la orilla oeste del Nilo se encuentra Al-Matamma, actual suburbio de Shendi. Por esta ciudad cruzaba una importante ruta comercial que cruzaba el desierto de Bayuda y conectaba a la ciudad con Marawi y Napata, 250 km al noroeste. 

## Demografía
| Año               | Población (En Miles) |
| ----------------- | -------------------- |
| 1973 (Censo)      | 24.161               |
| 1983 (Censo)      | 34.505               |
| 2007 (Estimación) | 55.516               |

## Economía
La infraestructura y los servicios en Shendi son básicos. Existe principalmente como un centro para el comercio de productos agrícolas de granjas cercanas. 

## Comunicaciones

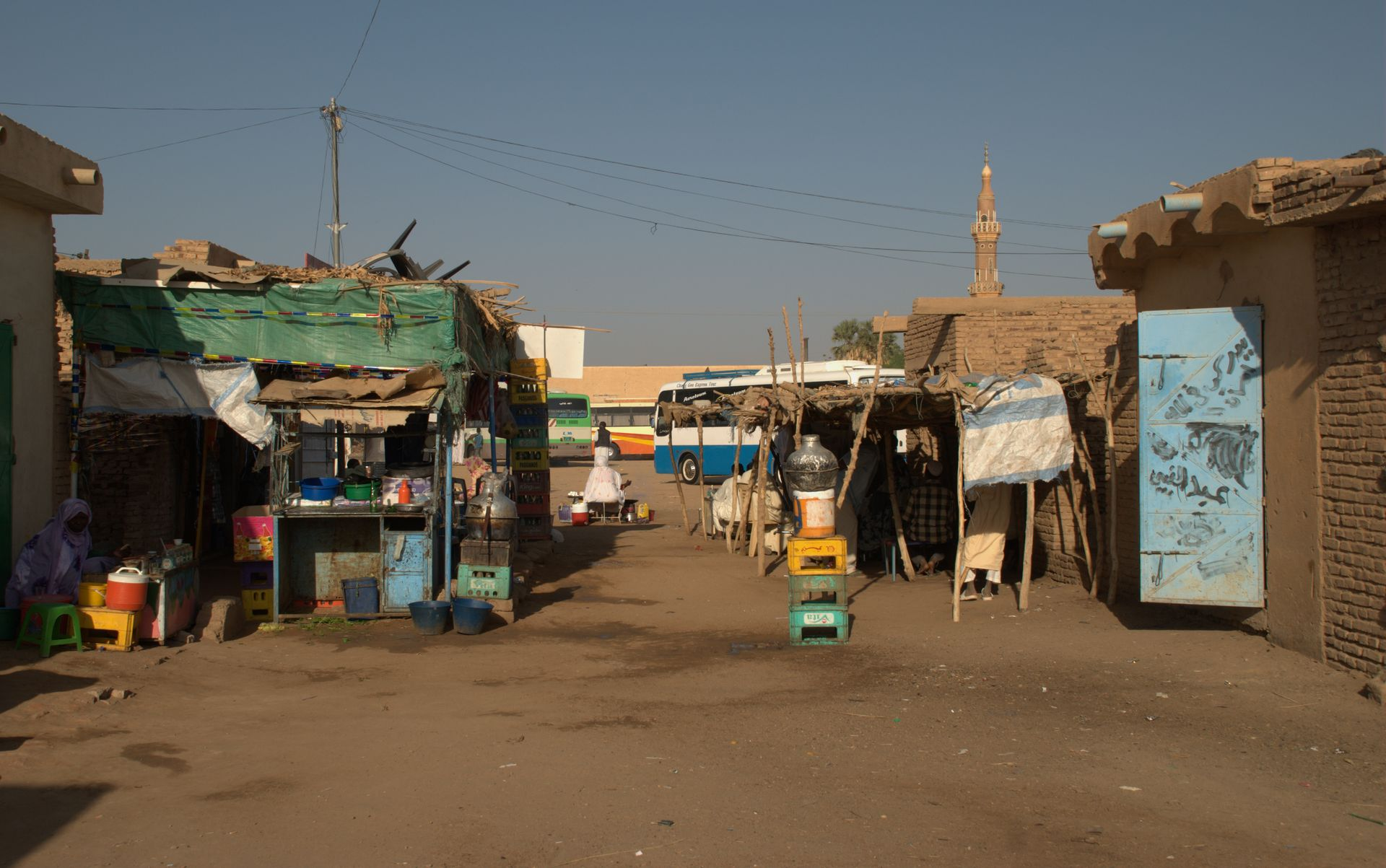
Estación de autobuses en Shendi

Existe una estación ferroviaria que ya no se usa para viajes de pasajeros, aunque los trenes de carga continúan utilizando las vías. También alberga aeropuerto (código OACI HSND). 
Hay cobertura de telefonía móvil dentro de la ciudad, las ciudades vecinas de Al-Misiktab y Al-Mattamah, las aldeas periféricas y las antiguas pirámides Meroíticas ubicadas al norte. 

## Instituciones
Existen escuelas dentro de la ciudad y pueblos locales. 
Existe un centro financiado por la UNESCO dentro de la ciudad para promover la educación en idiomas extranjeros y tecnología de la información. 
En 1994 se fundó una universidad pública, la Universidad de Shendi. Esta universidad atrae a estudiantes de todo Sudán para estudiar allí.